# Mahabad (Verwaltungsbezirk)
Mahabad (persisch شهرستان مهاباد) ist ein Schahrestan in der Provinz West-Aserbaidschan im Iran. Er enthält die Stadt Mahabad, welche die Hauptstadt des Verwaltungsbezirks ist. 

## Demografie
Bei der Volkszählung 2016 betrug die Einwohnerzahl des Schahrestan 236.849. Die Alphabetisierung lag bei 82 Prozent der Bevölkerung. Knapp 71 Prozent der Bevölkerung lebten in urbanen Regionen.
| Zensusjahr | Einwohnerzahl |
| ---------- | ------------- |
| 2011       | 215.529       |
| 2016       | 236.849       |